# Batalion ON „Rzeszów”

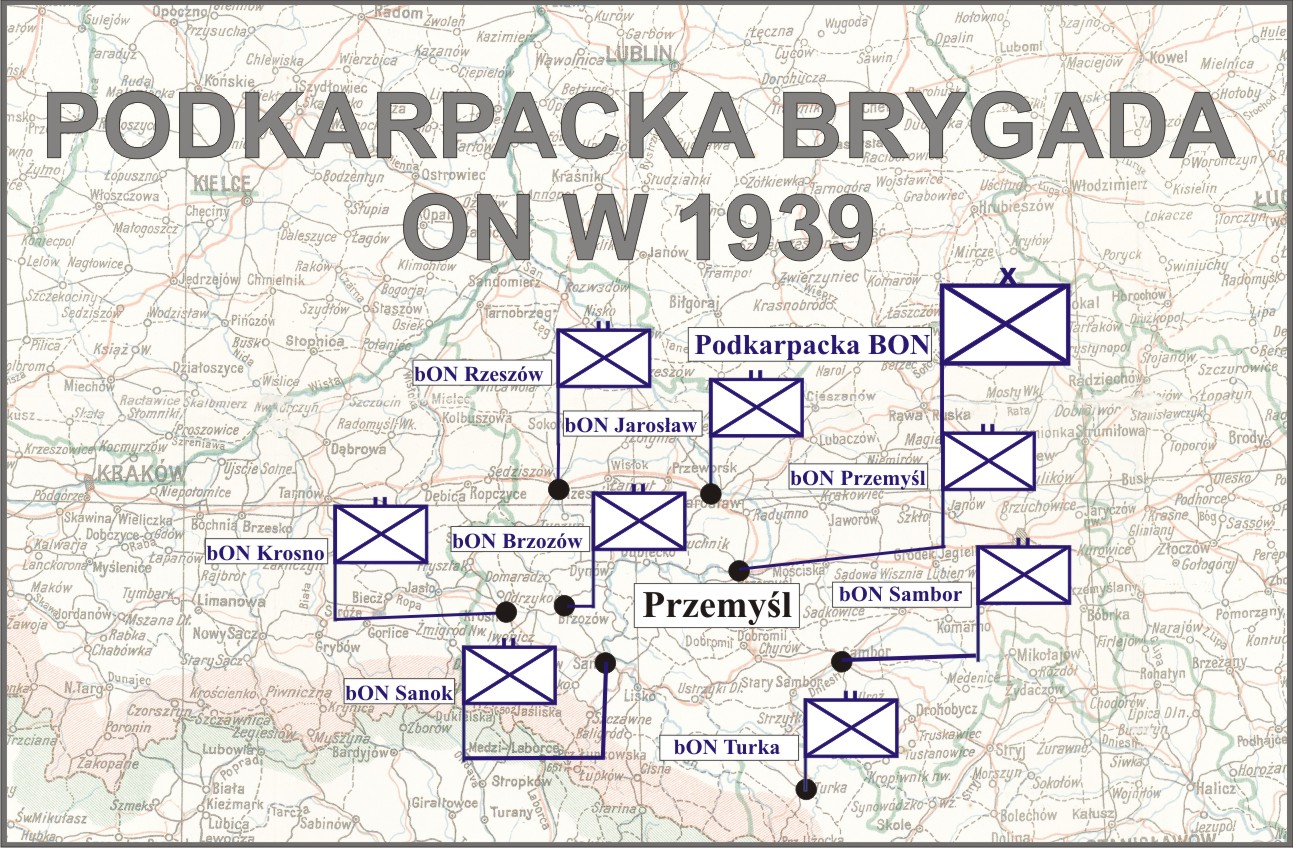
Podkarpacka Brygada ON

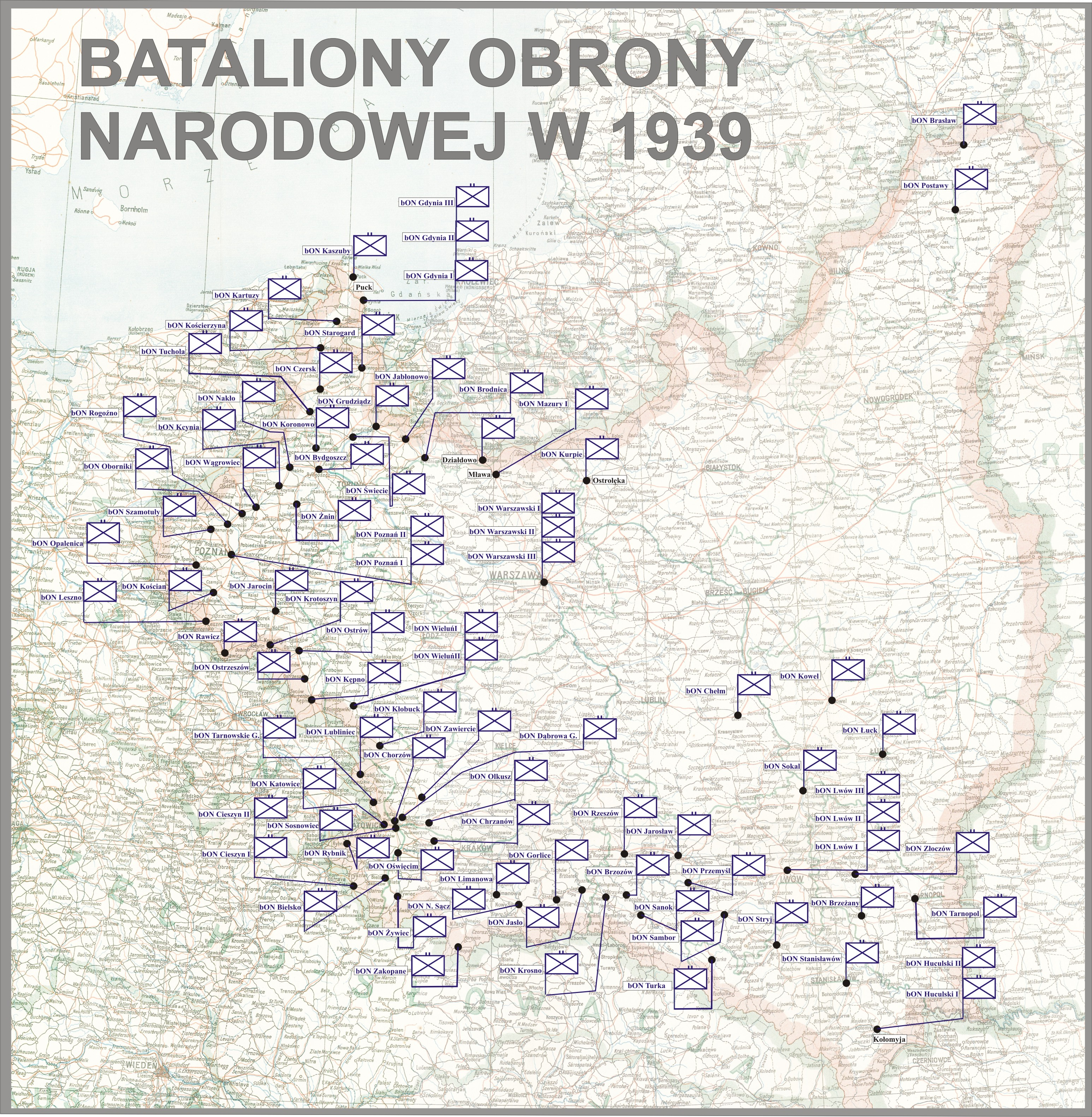
Obrona Narodowa w 1939

Rzeszowski Batalion Obrony Narodowej (batalion ON „Rzeszów”) – pododdział piechoty Wojska Polskiego II RP.

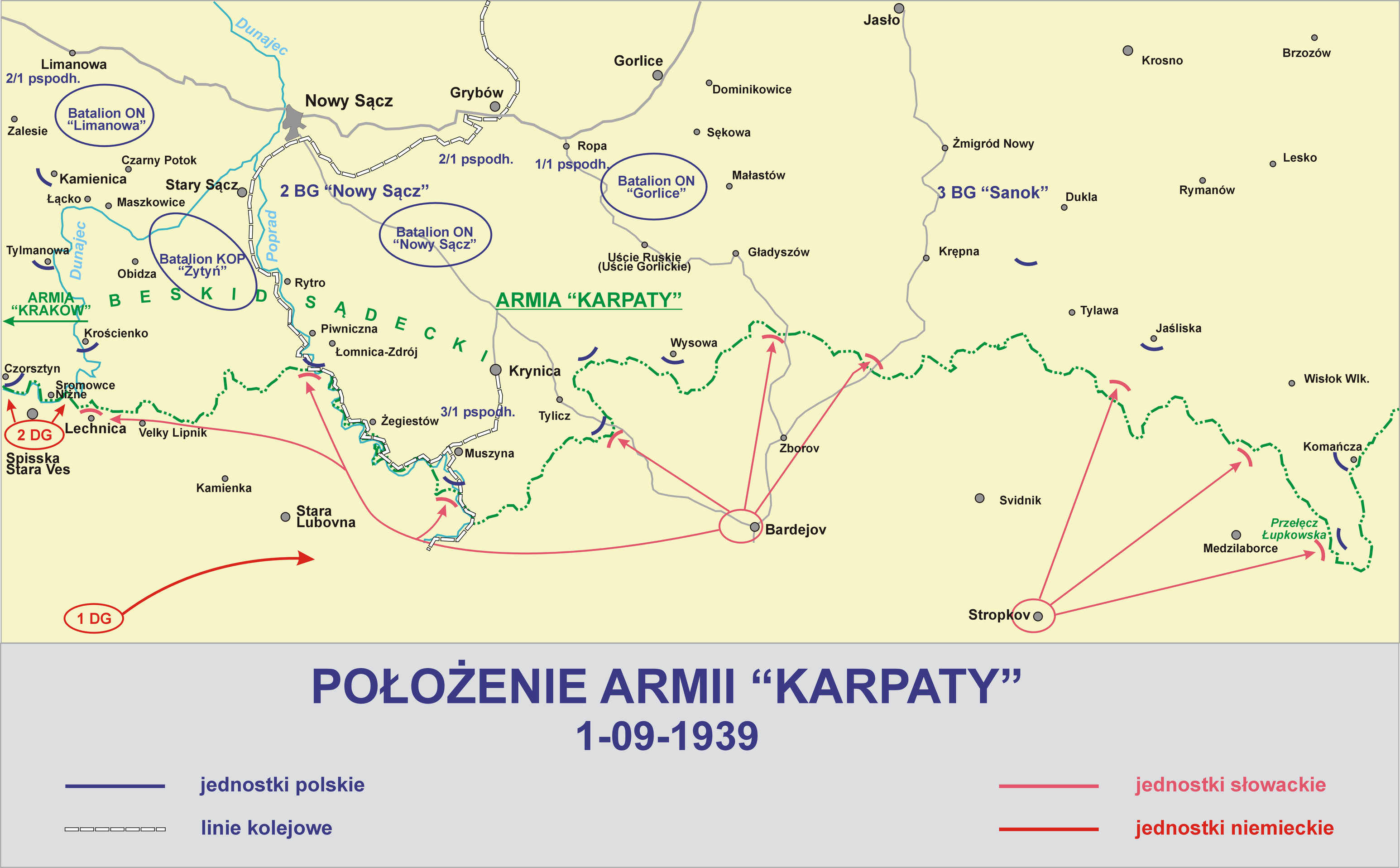
Batalion walczył w składzie armii

## Formowanie i zmiany organizacyjne
Dwukompanijny batalion został sformowany w Rzeszowie i Łańcucie na podstawie zarządzenia L.dz. 1135/Tjn. ON Ministra Spraw Wojskowych z 6 kwietnia 1938, w składzie Podkarpackiej Brygady ON. Na podstawie zarządzenia L.dz. 1735/Tjn. ON Ministra Spraw Wojskowych z 2 lipca tego roku przystąpiono do formowania 3 kompanii w Leżajsku. Wiosną 1939 pododdział przeformowany został na etat batalionu ON typ I.
Jednostką administracyjną i mobilizującą dla Rzeszowskiego batalionu ON był 17 Pułk Piechoty w Rzeszowie.
Od lipca 1939 batalion wraz z macierzystą Podkarpacką Brygadą Obrony Narodowej wszedł w skład formowanego Pododcinka Obronnego Nr 3 „Sanok”. 27 sierpnia w związku z mobilizacją alarmową Rzeszowski Batalion ON został podporządkowany dowódcy 3 Brygady Górskiej Strzelców powstałej z przemianowania Pododcinka Nr 3 „Sanok”. W trakcie mobilizacji pod względem materiałowym uzyskał uzupełnienia z 17 Pułku Piechoty w Rzeszowie. Podczas mobilizacji młodsza kadra dowódcza i młodsi rezerwiści zostali wycofani z batalionu celem mobilizacji do jednostek liniowych. Uzupełniono batalion ochotnikami od lat 17 po przeszkoleniu w Przysposobieniu Wojskowym i starszymi rezerwistami do lat 42. Część młodszych oficerów i podoficerów zastąpiono starszymi oficerami rezerwy i stanu spoczynku. Batalion etatowo liczył ok. 400 żołnierzy i posiadał broń starego typu francuską w postaci kb, rkm i ckm.  Do broni francuskiej posiadano niezbyt dużą ilość amunicji, granatów ręcznych wystarczyło po 15 na drużynę.    
Podczas drugiego przydziału broni dla formacji Obrony Narodowej w lipcu-sierpniu 1939 batalion otrzymał 135 sztuk karabinów Berthier wraz z 4050 szt. amunicji do nich, 12 sztuk lkm Bergmann wz.1915 wraz z 6000 sztuk amunicji do nich. Do końca nie jest pewne ile batalion otrzymał lkm, ile zdał do napraw lub ze względu na zużycie, przed rozpoczęciem działań wojennych. W zamian za przekazane lkm Bergmann wz.1915, batalion otrzymał rkm Chauchat wz.1915 na amunicję produkcji francuskiej. Dodatkowo do batalionu przydzielono nieustaloną bliżej ilość garłaczy karabinowych typu VB.

## Obsada personalna
Obsada personalna batalionu w marcu 1939 roku :
- dowódca batalionu – mjr Tadeusz Jan Ochęduszko (*)[b]
- dowódca 1 kompanii ON „Rzeszów” – por. kontr. Marian Kazimierz Pobożniak (*)[b]
- dowódca 2 kompanii ON „Łańcut” – kpt. adm. (piech.)  Stanisław Juliusz Kwak (*)[b]
- dowódca 3 kompanii ON „Leżajsk”[9] – kpt. Stanisław Saniński

## Rzeszowski batalion ON w kampanii wrześniowej
W kampanii wrześniowej 1939 walczył w składzie 3 Brygady Górskiej Strzelców. W Rzeszowie nastąpiła koncentracja batalionu, który otrzymał dodatkowe rkm wz. 1915 dla każdej drużyny strzeleckiej. Rano 29 sierpnia batalion ON „Rzeszów” transportem kolejowym został przewieziony ze stacji Rzeszów Staroniwa do Iwonicza, gdzie przybył w godzinach południowych. Następnie pomaszerował do Iwli, skąd udał się do Myscowej. Batalion ugrupowany został jako odwód w Myscowej, na południe od Żmigrodu dla sektora „Przełęcz Dukielska”. Został podporządkowany dowódcy 2 pułku piechoty KOP „Karpaty” ppłk. Janowi Zachodnemu. Od 30 sierpnia do 2 września wykonywał prace fortyfikacyjne na odcinku „Krempna”.
3 września na rozkaz ppłk. Jana Zachodnego po długim marszu w terenie górskim 1 kompania ON „Rzeszów” (bez plutonu) dokonała wypadu na rejon Huty Polańskiej, zajętej przez pododdział słowacki. Po krótkiej walce rano 3 września odrzucono piechotę słowacką za granicę państwa. Zdobyto 3 rkm, 16 kbk, zabito 2 i ciężko raniono 3 wrogów. 5 września o godz.3.30 3 kompania ON „Leżajsk” wzmocniona plutonem 1 kompanii wykonała natarcie na wzgórza 664 Dębi Wierch i 670 Czeremcha, natarcia zakończyły się niepowodzeniem, poległ kpt. Stanisław Saniński.
Nocą 6/7 września batalion ON „Rzeszów” zluzował na odcinku „Krempna” Jasielski Batalion ON, rozwijając się na odcinku od południowego stoku wzg. 621 do wzg. 705 Kolanin. Rano 7 września batalion zajął wskazane pozycje. Ok. godz.15.00 jedna z kompanii batalionu ON „Jasło” została zaatakowana w Żydowskim przez niemiecką grupę bojową z 1 Dywizji Górskiej i odrzucona do Krempnej. Oddział niemiecki zajął Hutę Krempską i podeszły do drewnianego mostu na Wisłoce. Przeprowadzony na rozkaz ppłk. Jana Zachodnego kontratak 1 i 2 kompanii odrzucił nieprzyjaciela od mostu, który spalono. O godz. 18.00 niemieccy strzelcy górscy zaatakowali pozycje batalionu, natarcie odparto. Na pozycje batalionu artyleria niemiecka otworzyła silny ostrzał. Po nawale ogniowej niemieckiej artylerii, o zmroku niemiecka piechota górska ponowiła natarcie przełamując obronę batalionu między Krempną a Kotaniem. 1 kompania ON „Rzeszów” i 2 kompania ON „Łańcut” poszły w rozsypkę, odcięta została 3 kompania ON „Leżajsk”. Kompanie 1 i 2 wycofały się w kierunku wsi Kąty, mjr Tadeusz Ochęduszko w Kątach zebrał ponad 100 żołnierzy z batalionu. Obsadził nimi południowe stoki wzg. 566 Grzywacka, zamykając drogę Kąty-Żmigród. 8 września ok. godz. 9.00 stanowiska batalionu zostały ostrzelane przez niemiecką artylerię, po czym nastąpiło natarcie niemieckiej piechoty górskiej, które odparto. Ze względu na groźbę okrążenia batalion wycofał się. Wycofujące się po trasie Żmigród - Dukla w rejonie Żmigrodu Starego resztki batalionu udały się do Iwli, tam we wsi Łysa Góra zostały zaatakowane przez oddział niemiecki. Zostały rozproszone, wycofały się do wsi Rogi, skąd rozkazem skierowane zostały do Zagórza koło Sanoka.
9 września rano resztki Rzeszowskiego batalionu ON liczące niespełna 100 żołnierzy zajęły stanowiska obronne na prawym brzegu rzeki Osławy. 10 września przeszły na pozycję pod Ustrzykami Dolnymi. Dalszy odwrót, to 11 września Stary Sambor, Wołcza koło Turki. Tam 13 września z resztek rozbitych batalionów ON, utworzono II batalion kpt. Władysława Bochenka, improwizowanego 3 Pułku Strzelców Górskich mjr. Wacława Majchrowskiego. Batalion wziął udział w akcji zaczepnej 3 BGS pod Starym Samborem przeciwko niemieckiej 57 Dywizji Piechoty. 19 września II batalion 3 psg przekroczył granicę węgierską na Przełęczy Użockiej.         

### Obsada personalna we wrześniu 1939[12]
- dowódca - mjr Tadeusz Ochęduszko
  - adiutant - ppor. rez. Zygmunt Witkowski, od 8 IX 1939 – ppor. rez. Ignacy Gajdek
  - oficer płatnik - ppor. rez. Władysław Kuszyński
  - oficer żywnościowy - ppor. rez. Edward Koczela
  - lekarz - ppor. rez. lek. Izydor Beier

- oddział karabinów maszynowych
  - dowódca – por. rez. Mieczysław Karol Marcinkiewicz

- 1 kompania ON „Rzeszów”
  - dowódca kompanii – por. kontr. Marian Kazimierz Pobożniak
    - dowódca I plutonu – ppor. rez. Józef Stefan Patryn
    - dowódca II plutonu – ppor. rez. Ignacy Gajdek
    - dowódca III plutonu – por. rez. Tadeusz Mieczysław Rudnicki
    - szef kompanii – st. sierż. Jakub Janiak

- 2 kompania ON „Łańcut”
  - dowódca kompanii – kpt. Stanisław Juliusz Kwak
    - dowódca I plutonu – por. rez. mgr Zdzisław Zenon Gutteter
    - dowódca II plutonu – ppor. rez. Piotr Lew
    - dowódca III plutonu – ppor. rez. Mieczysław Feliks Sadowy
    - szef kompanii – sierż. Jan Hałas

- 3 kompania ON „Leżajsk”
  - dowódca kompanii – kpt. Stanisław Saniński
    - dowódca I plutonu – por. rez. Bolesław Kisielewicz
    - dowódca II plutonu – ppor. rez. Tadeusz Karasiński
    - dowódca III plutonu – ppor. rez. Andrzej Kaczor
    - szef kompanii – sierż. Jan Flak

## Uzbrojenie (stan na 27.08.1939 r.)[9]
- 2 ciężkie karabiny maszynowe Hotchkiss
- 27 ręcznych karabinów maszynowych Chauchat
- 380 karabinów Berthier
- 27 garłaczy Viven-Bessières (VB)

## Odznaczeni Krzyżem Walecznych za kampanię wrześniową 1939[13]
- strz. Franciszek Czekaj (nr 29770) – 1 Kompania „Rzeszów”
- por. Ignacy Gajdek (nr 29824) – 1 Kompania  „Rzeszów”
- sierż. Jan Hałas (nr 29862) – 2 Kompania „Łańcut”
- chor. Jakub Janiak (nr 29603) – 1 Kompania  „Rzeszów”
- kpr. Walenty Krupa (nr 29972) – 1 Kompania  „Rzeszów”
- strz. Sebastian Łyko (nr 30030) – 3 Kompania „Leżajsk”
- kpt. Józef Patryn (nr 30137) – 1 Kompania  „Rzeszów”
- kpt. Marian Pobożniak po raz 1 i 2 (nr 31630) – 1 Kompania „Rzeszów”
- strz. Julian Porada (nr 30175) – 1 Kompania  „Rzeszów”
- kpt. Stanisław Saniński po raz 1 i 2 (nr 31755) – 3 Kompania „Leżajsk”
- strz. Stanisław Sewerniak (nr 30223) – 1 Kompania  „Rzeszów”
- st. strz. Franciszek Witkowski (nr 30369) – Dowództwo Rzeszowskiego Batalionu Obrony Narodowej
- por. Zygmunt Witkowski (nr 30371) – Dowództwo Rzeszowskiego Batalionu Obrony Narodowej